# 24: Не умирай днес
„24: Не умирай днес“ (на английски: 24: Live Another Day) е американски минисериал, чиито снимки започват през януари 2014 г. Премиерата му се състои на 5 май 2014 г. по Fox. Поредицата съдържа 12 епизода, описвайки един ден, с прескачане във времето в последния епизод. Действието се развива в Лондон четири години след осмия сезон на „24“.

## „24: Не умирай днес“ в България
В България минисериалът започва на 15 май 2014 г. с двойна премиера, а разписанието му е всеки четвъртък от 21:50 по Fox. Последният епизод е излъчен на 24 юли. Дублажът е на студио Доли. Ролите се озвучават от артистите Ани Василева, Таня Димитрова, Силви Стоицов, Радослав Рачев и Илиян Пенев.